# Rino Tami
Rino Tami, alias Arturo Tami, (* 7. August 1908 in Monteggio; † 15. März 1994 in Lugano) war ein Schweizer Architekt und ehemaliger Professor der ETH Zürich. Er gilt als Pionier der modernen Tessiner Architektur.

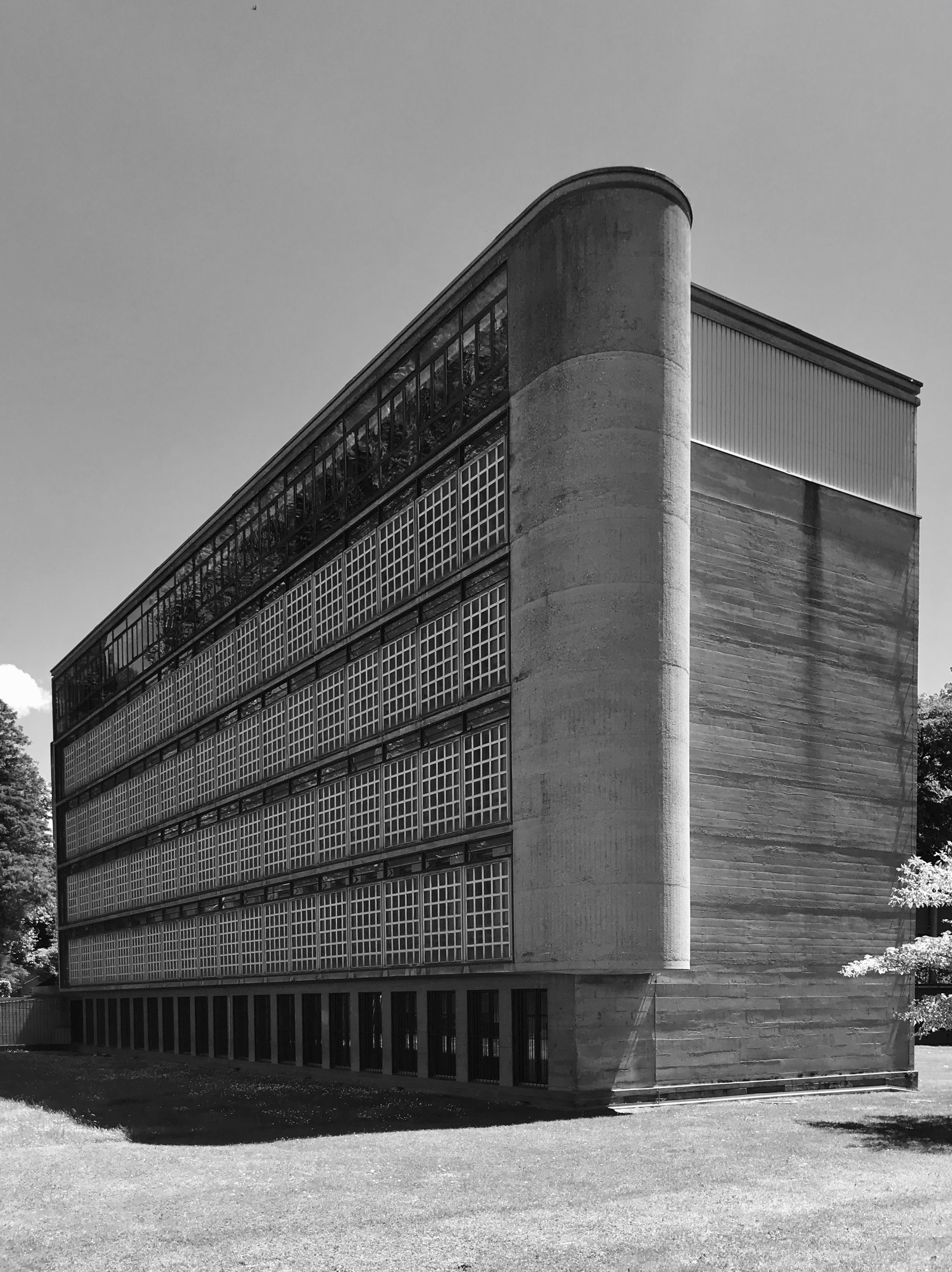
Kantonsbibliothek Tessin, Lugano

## Werdegang
Rino Tami wurde 1908 als Sohn von Giuseppe Tami im Ortsteil Lisora der Gemeinde Monteggio geboren. Er besuchte Schulen in Lugano und die Höhere Architekturschule in Rom. Zwischen 1934 und 1935 studierte er Architektur an der ETH Zürich bei Otto Rudolf Salvisberg. 1946 heiratete er Eugénie Mousny (1911–2011).
Tami zählt neben seinem Bruder Carlo, Peppo Brivio und Franco Ponti zu den Vertretern der ersten Generation der „Tessiner Schule“.
Von seinen späteren Arbeiten sind vor allem die Tessiner Kantonsbibliothek in Lugano von 1940, das Lagerhaus der Usego in Bironico von 1950 und der Hauptsitz der Tessiner Radiogesellschaft in Lugano von 1964 zu erwähnen. Einige Projekte realisierte er gemeinsam mit seinem Bruder Carlo Tami (1898–1993), der nach einer Maurerlehre an der Accademia di Brera studiert hatte.
Von 1960 bis 1983 wirkte Tami als architektonischer Berater beim Bau der Nationalstrassen im Kanton Tessin. Er schuf vor allem die imposanten Portale der Autobahntunnel der A2 bei Melide und am Gotthard.

### Lehrtätigkeit
Von 1957 bis 1961 war Tami Professor an der ETH Zürich.

## Bauten

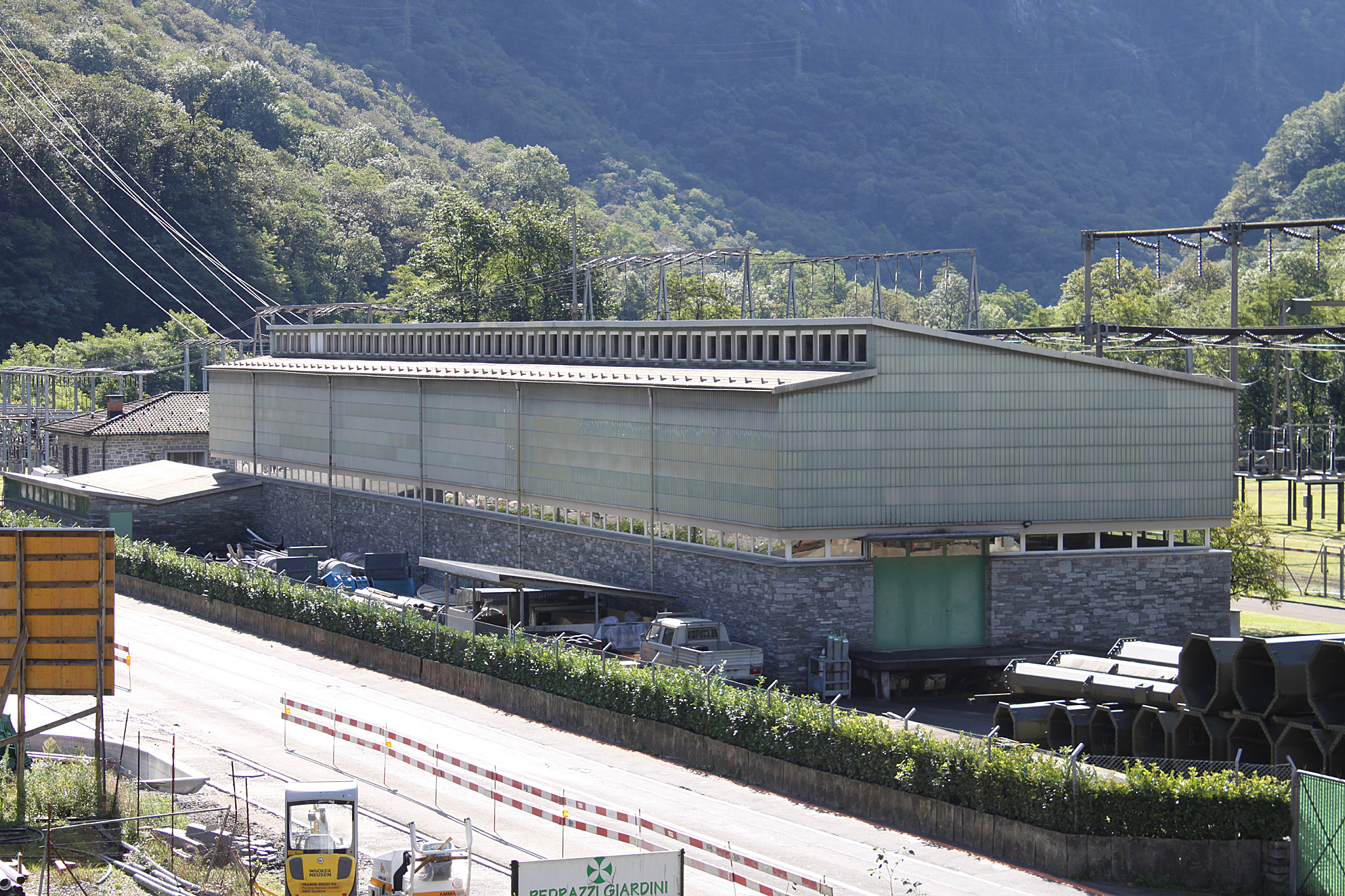
Lagerhaus der Maggia Kraftwerke (OFIMA) in der Fraktion Avegno

- 1936: Kirche Sacro Cuore, Bellinzona, mit Carlo Tami[6]
- 1939: Grotto ticinese für die Schweizerische Landesausstellung, Zürich
- 1940: Kantonsbibliothek Tessin, Lugano mit Carlo Tami[4]
- 1942: Wohnhaus, Lugano
- 1945: Zentrale Airolo des Kraftwerks Lucendro
- 1950: Lagerhaus der Usego, Bironico
- 1952: Wohnhaus, via Motta 28, Lugano, mit Carlo Tami
- 1954: Kino Corso, Lugano
- 1954: Zollverwaltung, Lugano
- 1955: Lagerhaus der Maggia Kraftwerke (OFIMA), Avegno-Gordevio
- 1957: Wohnhaus Casa Torre, viale Castagnola, Lugano
- 1957–1962: Studio des Radio della Svizzera italiana mit Augusto Jäggli und Alberto Camenzind
- 1961: Wohnhaus Erreti, via Noale 11, Sorengo
- 1962–1966: Bankfiliale der UBS, Lugano
- 1963: Palazzo Larima, Sorengo
- 1963: Autobahntunnel, Melide
- 1967: Postgebäude, Giubiasco
- 1973: Erweiterungsbau der Kantonsbibliothek, Lugano, mit Carlo Tami
- 1974–1976: Kirche Cristo Risorto, Lugano
- 1978: Hallenbad der Stadt Lugano, Lugano
- 1980: Portal des Gotthardtunnels, Airolo

## Rezeption
Rino Tamis Palazzo und Cinema Corso in Lugano sind als Kulturgut der Stadt Lugano geschützt, und auch die Kantonsbibliothek Tessin und das Wohnhaus Casa Torre gehören zum Kulturgut der Stadt Lugano. Die Kirche Sacro Cuore ist als Kulturgut der Stadt Bellinzona und das Deposito Maggia als Kulturgut der Gemeinde Avegno Gordevio eingetragen.

## Nachlass
Der Ateliernachlass von Rino Tami wird seit 1998 im Tessiner Architekturarchiv (Archivio del Moderno) der Universität der italienischen Schweiz in Mendrisio aufbewahrt.